# Formica auxillacensis
Formica auxillacensis é uma espécie de formiga do gênero Formica, pertencente à subfamília Formicinae.